# Courbaril
Hymenaea courbaril
Espèce
Statut de conservation UICN

 LC  : Préoccupation mineure
Le courbaril (Hymenaea courbaril) est une espèce de plantes à fleurs de la famille des Fabacées. C'est un arbre tropical originaire d'Amérique du Sud dont le bois est recherché et exploité pour ses qualités mécaniques. On le trouve sous le nom de jatoba dans de nombreux pays.
La pulpe fraîche du fruit s’apprécie crue lors de balades en forêt. Au Brésil, elle est transformée en poudre avant d’entrer dans diverses préparations (boissons, etc.). En médecine populaire, on utilise l’écorce et la résine (gomme-copal) qui exsudent du tronc et des racines.

## Habitat et exigences
Natif d’Amérique tropicale, on le retrouve également dans les Antilles, l’Amérique centrale et Amérique du Sud (zone USDA 10). Il est fréquent en Guyane et il est planté en bien des endroits à Cayenne pour son houppier élégant.

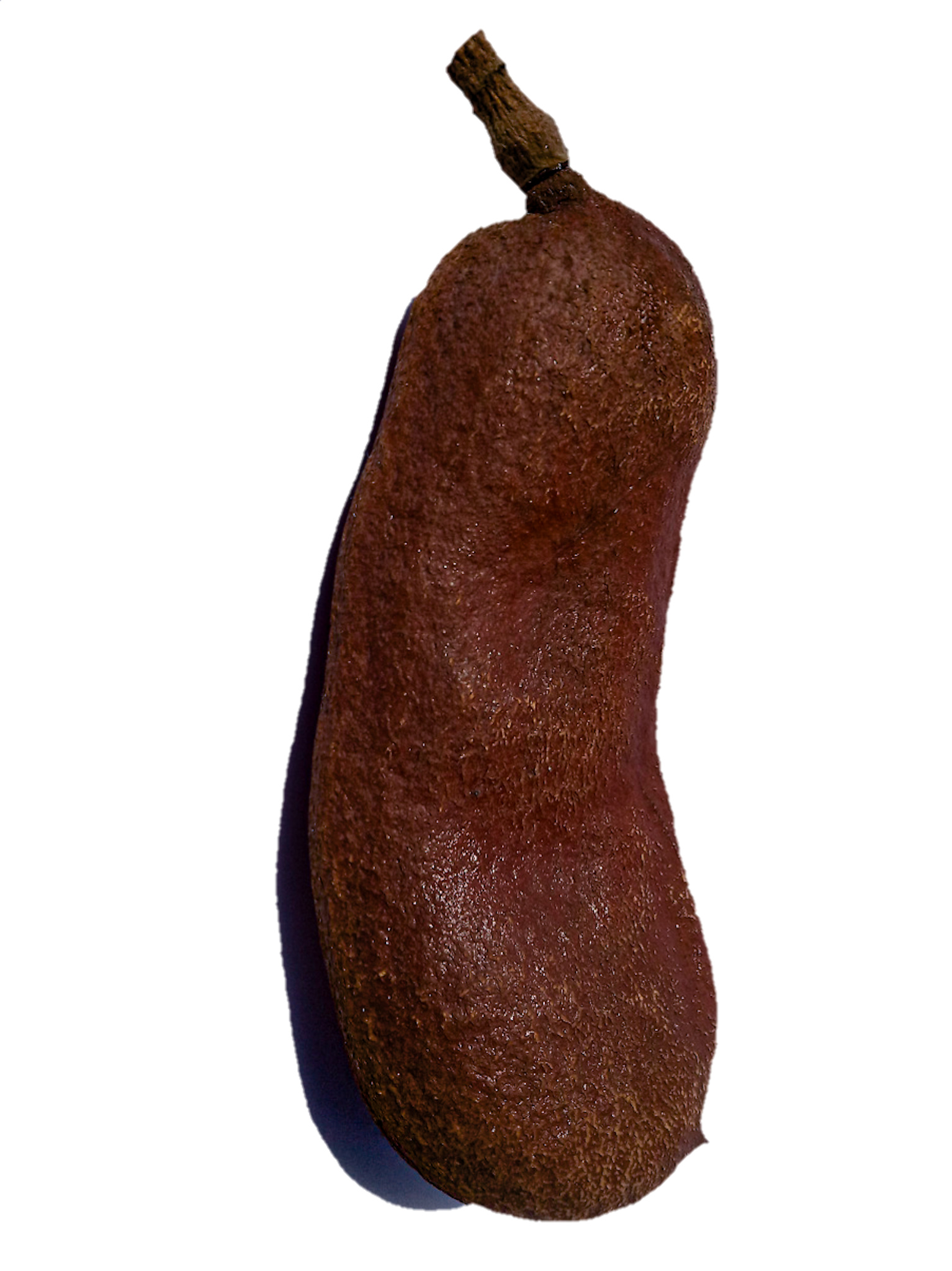
Gousse de courbaril.

## Description
Le courbaril est un immense arbre de la canopée, s'élevant à plus de 30 mètres de haut dans la forêt amazonienne. Le tronc est cylindrique. Ses feuilles alternes d'un vert éclatant sont composées de deux folioles asymétriques.

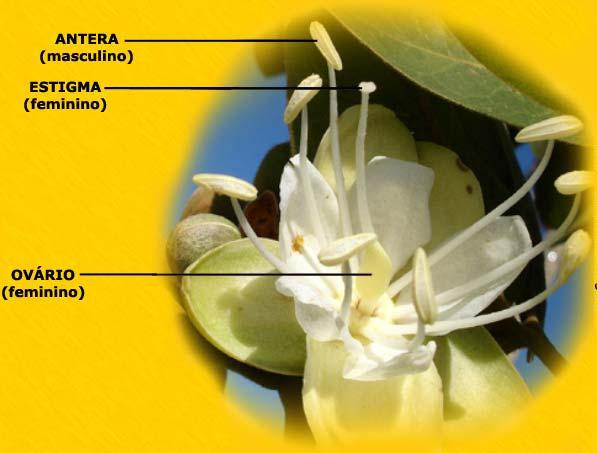
Fleur de courbaril.

Ses fleurs blanches et odorantes sont rassemblées en grappe. La floraison a lieu entre avril et mai.
Les fruits sont des gousses très dures, enflées et arrondies aux extrémités, de couleur café foncé, de 9 à 14 cm de long et renferment une à huit graines cachées dans une pulpe farineuse, vert-jaunâtre, sucrée à l’odeur et à la saveur musquées. Cette pulpe est comestible mais pas très appréciée si ce n'est des enfants. Le fruit ouvert émet une odeur particulière qui explique qu'un des noms commun du courbaril soit « caca-chien » en Guyane. Ailleurs il porte aussi le nom de stinking toe ou « pieds qui puent »…
Les arbres du genre Hymenaea, dont le courbaril, produisent de la résine. On a d'ailleurs retrouvé de l'ambre de Jatoba (copal), ce qui prouve que leur existence remonte à bien longtemps.

## Utilisation du bois

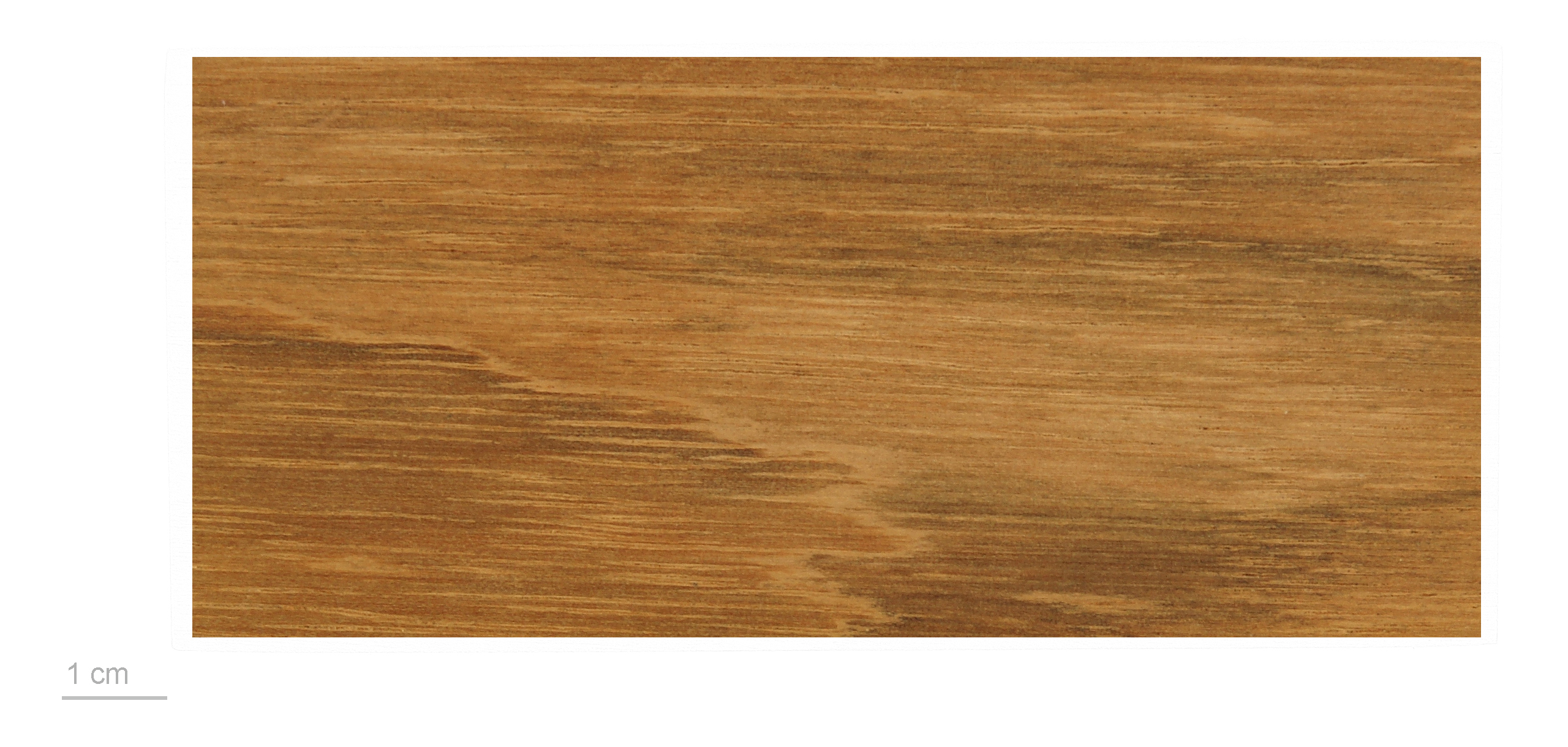
Bois de courbaril au Muséum de Toulouse.

Son bois de cœur est brun à rouge violacé ou orange à brun violacé, presque noir, avec veines ou sans veines. Le bois est très dur et très recherché en ébénisterie pour ses qualités mécaniques. Sa densité est de 0,71 – 0,82 – 0,9 g/cm3. Les fûts mesurent de 10 à 25 mètres de long, leur diamètre est de 0,50 à 0,90 m. Le fil est droit, le veinage est marqué. Son travail est assez difficile mais le résultat très beau.

## Utilisation en tant que plante médicinale
Le Courbaril est utilisé depuis longtemps par les tribus indiennes d'Amazonie. Il a été enregistré dans la Brazilian herbal medicine en 1930. Il a été d'abord décrit par le Dr. J. Monteiro Silva qui le recommanda dans les diarrhées, les dysenteries, l'asthénie, les gaz intestinaux, la dyspepsie, l'hématurie et l'hémoptysie.
Les sécrétions de Courbaril, appelées "gomme copal", sont utilisées comme médicament mais aussi comme vernis qui était très apprécié par les sociétés amérindiennes et néocoloniales.
Pour l’anecdote, les sapajous, petits singes vivant dans les forêts humides et chaudes de l’Amérique Centrale et de l’Amérique du Sud, s’enduisent le pelage de sève de Courbaril pour se protéger des piqûres de moustiques auxquelles ils sont très sensibles. Ils ont constaté que celle-ci est un répulsif naturel extrêmement efficace.

## Synonyme et noms communs
Le Courbaril ou Jatoba est connu sous de très nombreux autres noms, en voici une liste :
- Synonymes: Hymenaea animifera, H. candolleana, H. multiflora, H. resinifera, H. retusa, H. stilbocarpa, Inga megacarpa
- Noms communs: Caroubier des Antilles, Cerisier brésilien (Brazilian cherry), Jatoba, Jatobá, Stinking toe et Stinking tree, Algarrobo, Azucar huayo, Jataí, Copal, Brazilian copal, Courbaril, Nazareno, Cayenne copal, Demarara copal, Gomme animee, Pois confiture, Guapinol, Guapinole, Loksi, South American locust, Red locus, Locust, Copinol, Kawanari et Rode locus.
- Courbaril est également un quartier de la Commune du Gros-Morne et de la Commune du François en Martinique.
- Courbaril est aussi le nom d'un quartier de la commune de Bouillante en Guadeloupe.

## Légende
Aux Antilles, une légende raconte qu'à la nuit tombée, si on se place entre un Fromager et un Courbaril (dont les feuilles se mettent par deux la nuit) et que l'on émet le vœu de pouvoir aller où bon nous semble, ce vœu se réalisera…